# طريق الكيلو 160
طريق الكيلو 160 هو طريق رئيسي في محافظة الأنبار غرب العراق، يبدأ من تقاطع الكيلو 160 غرب الرمادي ويصل إلى النخيب، حيث يصب في طريق كربلاء إلى عرعر، المسافة بين الكيلو 160 إلى جديدة عرعر هي 275 كيلومتراً.
قال فوزي البرزنجي "كان من المقرر إنشاء طريق يربط دول الخليج العربي بدول البحرالأبيض المتوسط سوريا ولبنان مروراً بالأراضي العراقية، يمر بالمدن الصحراوية التالية من الشمال الغربي إلى الجنوب الغربي ( منطقة الكيلو 160 – النخيب – الشبجة – السلمان – البصية – البصرة ) إلا أن ظروف الحرب العراقية الإيرانية حالت دون تنفيذ ذلك وتم تنفيذ القسم الأول منه فقط بين منطقة الكيلو 160 ومدينة النخيب".